# Gøgeungen
Gøgeungen er en dansk dokumentarfilm med instruktion og manuskript af Elisabeth Rygård.

## Handling
Pigen Gry glæder sig til at få en lillebror. Da han kommer, er det spændende at hjælpe til ved puslebordet. Men snart begynder problemerne. Forældrenes opmærksomhed samles om den lille. Gry bliver jaloux og føler sig udenfor. Pludselig er hun ikke længere i centrum.